# CX 36 Radio Centenario
CX 36 Radio Centenario urugvajska je radijska postaja u privatnom vlasništvu sa sjedištem u glavnom gradu Montevideu.
Radijski program prenosi se isključivo na španjolskom jeziku, osim vijesti na engleskom jeziku za strane posjetitelje grada, na valnoj duljini (frekvenciji) od 1250 AM-a.
Snaga odašiljača za dnevni program iznosi 10 KW, a za noćni 1 KW.
Postaja je članica trgovačko-lobističke udruge ANDEBU, koja brani i štiti prava odašiljača radijskih i televizijskih programa.